# Mojokerto
Mojokerto é uma cidade da Indonésia, localizada na ilha de Java, província de Java Oriental. Está situada a 45 km da cidade de Surabaia e pertence a Grande Surabaia (Região Metropolitana de Surabaia).
A cidade está dividida em 2 subdistritos (kecamatan) e 18 vilas (Desa).